# 在大阪ベトナム総領事館
在大阪ベトナム総領事館（ベトナム語：Tổng lãnh sự quán Việt Nam tại Osaka / 總領事館越南在Osaka、英語: Consulate-General of Vietnam in Osaka）は、ベトナムが日本の大阪府堺市に設置している総領事館である。
1997年、大阪市に初めて開設され、2009年9月に大阪府内の堺市の平安閣跡地に移転した。
2021年6月29日、日越英3言語対応の新しいウェブサイトが開設された。

## 所在地
2009年9月より、下記の住所で運営されている。旧住所は「大阪市中央区博労町1-4-10 博労町エステートビル10階」であった。
| 日本語 | 〒590-0952 大阪府堺市堺区市之町東4-2-15                                  |
| 英語   | Ichinocho Higashi 4-2-15, Sakai-ku, Sakai-shi, Osaka Prefecture 590-0952 |

## 総領事
| 代 | 氏名（日本語）                                 | 氏名（ベトナム語）         | 着任          | 退任       | 備考                        |
| -- | ---------------------------------------------- | -------------------------- | ------------- | ---------- | --------------------------- |
| 1  | レ・ゴック・トゥ                               | Lê Ngọc Tú / 黎玉秀        | 1997年        | 2000年     | [ 11 ] [ 12 ]               |
| 2  | ファム・クアン・トー                           | Phạm Quang Thọ / 范光壽    | 2000年        | 2003年     | [ 11 ] [ 13 ]               |
| 3  | グエン・ホン・フォン                           | Nguyễn Hồng Phong / 阮紅風 | 2003年        | 2007年     | [ 11 ] [ 14 ]               |
| 4  | レ・ドゥク・リュウ（レ・ドゥク・リュー）       | Lê Đức Lưu / 黎德流        | 2007年9月     | 2010年12月 | [ 11 ] [ 15 ]               |
| 5  | レ・クオック・ティン（レ・クオック・ティーン） | Lê Quốc Thịnh / 黎国盛     | 2011年3月     | 2014年7月  | [ 11 ] [ 16 ]               |
| 6  | チャン・ドゥック・ビン（チャン・ドゥク・ビン） | Trần Đức Bình / 陳德平     | 2014年8月     | 2017年10月 | ASEAN大使（2018年～2021年） |
| 7  | ヴー・トゥアン・ハイ                           | Vũ Tuấn Hải / 武俊海       | 2017年11月    | 2021年1月  | [ 11 ] [ 20 ] [ 21 ]        |
| 8  | グエン・ホン・ハー                             | Nguyễn Hồng Hà / 阮紅河    | 2021年2月17日 | 2022年10月 | 収賄容疑で逮捕され解任      |
| -  | レ・フィー・ホアン                             | Lê Huy Hoàng / 黎輝煌      | 2022年10月    | 2022年12月 | 総領事代理（首席領事）      |
| 9  | ゴー・チン・ハー                               | Ngô Trịnh Hà / 吳鄭河      | 2022年12月    | （現職）   | [ 26 ]                      |

## 主要事件

### 在大阪ベトナム総領事館領事収賄事件（2019年）
2019年5月28日および同年7月9日、三重県鈴鹿市国府町在住で自動車等修理販売業に従事する在日ベトナム人が、証明書の不正発行を要求して在大阪ベトナム総領事館領事に現金計14万円を振り込んだ。この在日ベトナム人は、既に出入国管理及び難民認定法（入管難民法）違反の疑いで2019年に逮捕、起訴されており、翌2020年4月に懲役1年6月、罰金150万円の実刑判決を下されていたが、三重県警が捜査を進める中で先述の贈賄が発覚した。外国公務員に対する贈賄は不正競争防止法で規定されている犯罪であり、2020年6月10日、三重県警捜査2課は同法違反の疑いで自動車等修理販売業のベトナム人容疑者を逮捕した。
なお、上記事件が発生した時点の日本には外国人公務員の収賄を取り締まる法律がないため、ベトナム人領事の収賄が三重県警や鈴鹿区検察庁によって立件されることはないものと見られる。

### グエン・ホン・ハー総領事収賄事件（2022年）
2022年10月4日、新型コロナウイルス感染症（COVID-19）流行期に運航されていた在日ベトナム人帰国者向け特別便の運航手配に際して帰国者から収賄した容疑で、ベトナム公安省傘下の治安捜査機関がグエン・ホン・ハー総領事を逮捕した。なお、帰国特別便の手配には煩雑な手続きと割増運賃の支払いが必要であったため、ハー総領事のみならず各省庁所属のベトナム官僚や旅行会社による収賄の温床となっており、2022年1月から10月までの間だけで少なくとも20人以上が収賄容疑で逮捕されている。12月22日には前駐日特命全権大使のヴー・ホン・ナムも逮捕された。